# Ecnomia hesychima
Ecnomia hesychima är en fjärilsart som beskrevs av Turner 1936. Ecnomia hesychima ingår i släktet Ecnomia och familjen nattflyn. Inga underarter finns listade i Catalogue of Life.